# Universiteit van Californië - Riverside

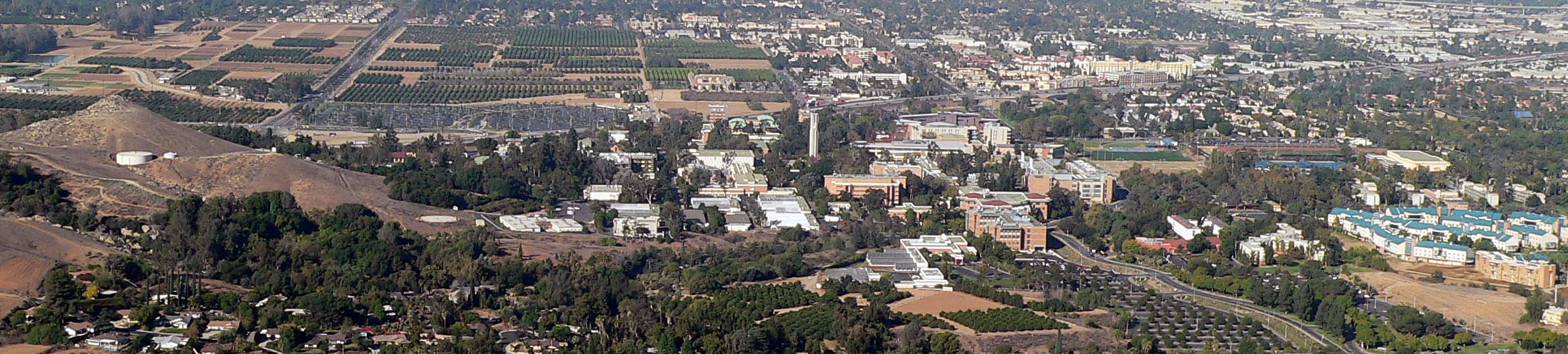
Panoramisch zicht op de campus in Riverside.

De Universiteit van Californië - Riverside (Engels: University of California, Riverside; afgekort UC Riverside of UCR) is een Amerikaanse openbare onderzoeksuniversiteit en een van de tien algemene campussen van het Universiteit van Californië-systeem. De 486 hectare grote hoofdcampus ligt in een voorstedelijk gebied van Riverside, in Riverside County. Daarnaast is er een 8 hectare grote afdelingscampus in Palm Desert.
De universiteit werd in 1907 opgericht als het UC Citrus Experiment Station. Tegenwoordig studeren er meer dan 20.000 studenten aan UC Riverside. Riverside telt hoge percentages beursstudenten en studenten uit minderheden en levert daarmee een belangrijke bijdrage aan sociale mobiliteit.

## Alumni
Enkele bekende alumni van UC Riverside zijn:
- Earl W. Bascom, kunstenaar en rodeoartiest
- Steve Breen, cartoonist
- Neil Campbell, bioloog
- Jamie Chung, actrice
- Billy Collins, dichter
- Katherine Fugate, televisieschrijfster en -producer
- Mason Gaffney, econoom
- Elizabeth George, schrijfster
- Barbara Hambly, schrijfster
- Matthew Haughey, programmeur en blogger
- James Eagan Holmes, schutter van de Aurora-schietpartij (2012)
- Jesse James, televisiepersoonlijkheid
- Patricia Ja Lee, actrice en model
- Troy Percival, honkbalspeler
- Marc Rzepczynski, honkbalspeler
- Richard Schrock, scheikundige en Nobelprijswinnaar
- Brendan Steele, golfprofessional
- Tim D. White, paleoantropoloog
- Charlyne Yi, actrice, komiek, muzikant en schrijfster